# Ville Ranta

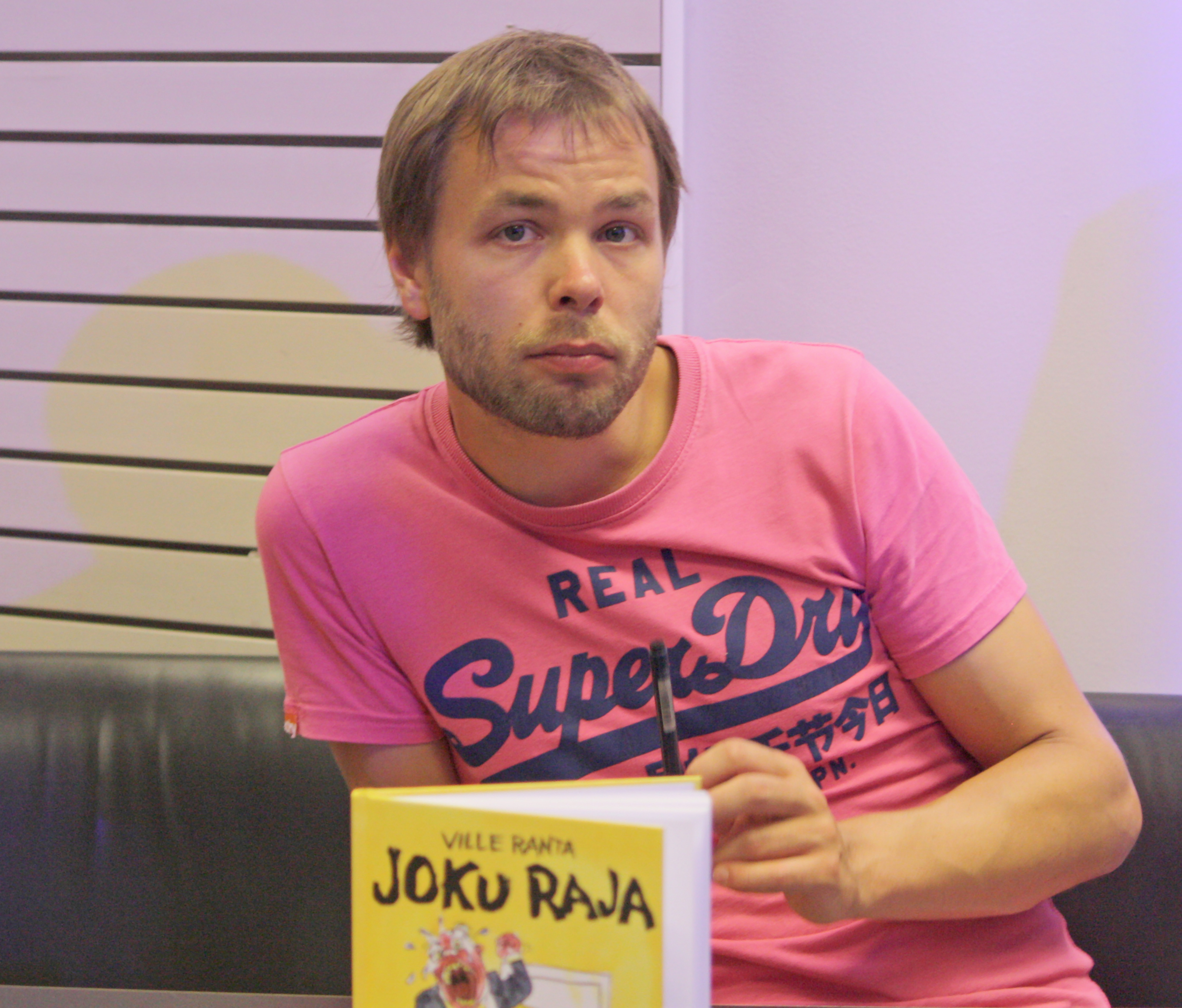
Ville Ranta (2012)

Ville Ranta (* 29. November 1978 in Oulu) ist ein finnischer Comiczeichner, politischer Karikaturist, Kleinverlagsgründer und Autor von international verlegten Graphic Novels. Bekannt wurde er durch zahlreiche Alben-Veröffentlichungen, pointierte Themenwahl sowie Auszeichnungen. Er gilt als ein „Eckpfeiler der finnischen Comic-Szene“.

## Leben und Wirken
Ranta studierte finnische Sprache und Literatur an der Universität Helsinki. Nach dem Abschluss entschied er sich für eine Berufstätigkeit als Zeichner und legte ab 2002 in rascher Folge eigene Comic-Alben und Graphic Novels vor.
Sein Comic Mohammed, Fear and Freedom of Speech, das er 2006 in der Kulturzeitschrift Kaltio in Reaktion auf die Mohammed-Karikaturen-Kontroverse veröffentlichte, verursachte die Entlassung des Herausgebers Jussi Vilkuna und Richtlinienkorrekturen. Der Comicmacher Ranta befürchtete schon, seine Karriere als Zeichner sei damit am Ende. Das Gegenteil trat ein, ab da erhielt er von zahlreichen Zeitungen und Zeitschriften neue Aufträge als politischer Karikaturist.
Ranta glaubt nicht an irgendeinen Gott, hält aber für unverzichtbar, sich besser bewusst zu sein, dass die Religion ein Teil der Kultur und Geschichte Europas sei. Auch seine Mohammed-Satire habe nicht der Religion gegolten, sondern dem vorauseilenden Gehorsam von Behörden und Medien den Zensur-Forderungen islamistischer Kreise gegenüber.
Mit einigen Kollegen zusammen gründete er den Verlag Asema. Sein mit Text und Szenario von Lewis Trondheim und Bebilderung von ihm entstandenes Album Célébritiz wurde 2006 von France Télévision zum besten Album gekürt. Im Jahr 2009 erhielt er den Preis Puupäähattu der Finnischen Comic-Gesellschaft.
Beim Album L’exilé de Kalevala ließ er sich von der Lebensgeschichte des jüdisch-finnischen Dichters Elias Lönnrot (1802–1886) inspirieren. In seinem 2012 in einer deutschen Sprachfassung von Elina Kritzokat herausgekommenen Comic-Buch Paradies bringt Ranta vier Variationen über den Mythos vom Sündenfall und die Vertreibung aus dem Paradies. Dieses ursprünglich von der lutherischen finnischen Kirche in Auftrag gegebene Werk erlaubte ihm, sich intensiv mit „Fragen nach Gesetzen, Verboten und Freiheiten“ auseinanderzusetzen.
Im März 2012 war Ranta auf Einladung seines deutschen Verlags, gefördert vom Finnland-Institut in Deutschland und dem
Finnish Literature Exchange-Institut FILI mit eigener Beamer-Lesung auf der Leipziger Buchmesse. Immerhin wurde mit der zeitgleich herausgekommenen Lizenzausgabe von Paradies sein Werk erstmals in deutscher Sprache zugänglich.
Ville Ranta lebt und arbeitet in Oulu, der sechstgrößten Stadt Finnlands und nördlichsten Großstadt der Europäischen Union.

## Stil
Rantas Stil in Text und Zeichnung sei „immer humoristisch und dekonstruktivistisch“, sagt Ranta über sich selbst. Er verwendet oft einen skizzenhaften Strich und wie hingetupft wirkende Aquarellfarben. In seinen Arbeiten liebt er es, mit Mitteln der Parodie und Satire kontroverse und provokante Themen aufs Korn zu nehmen. Seine Geschichten haben in der Regel viel Tempo, aber er kann sich auch mal zurücknehmen. Die schneereichen Landschaften in L’exilé de Kalevala beispielsweise sind ruhig und in Schwarz-Weiß gezeichnet.

„Humor eignet sich für ernsthaftes Nachdenken, denn Humor verhindert, dass man die Bodenhaftung verliert.“

## Werke
- Viime vuonna Kemissä (Asema 2002)
- Sade: Sarjakuvaromaani. Oulu: Asema, 2008. ISBN 978-952-99923-6-2
- Engelsmannit tulevat! (Asema 2004)
- Isi on nyt vähän väsynyt (Asema 2005)
- Célebritiz. Dargaud, Paris 2006
- Julkimot. WSOY, Helsinki 2006. ISBN 951-0-32201-6
- Kajaani. Asema, Oulu 2008. ISBN 978-952-99923-3-1
- Eräänlaisia rukouksia. Huuda Huuda, Helsinki 2009. ISBN 978-952-5724-08-0
- Paratiisisarja. WSOY, Helsinki 2010. ISBN 978-951-0-35801-6
  - Paradies. Aus dem Finnischen von Elina Kritzokat. Reprodukt-Verlag, Berlin 2012
- L’exilé de Kalevala, Ed. çà et là, Paris 2011